# Germigny (Yonne)
Germigny é uma comuna francesa na região administrativa de Borgonha-Franco-Condado, no departamento de Yonne. Estende-se por uma área de 11,87 km². Em 2010 a comuna tinha 551 habitantes (densidade: 46,4 hab./km²).